# Laccognathus panderi
Laccognathus panderi es una especie extinta de pez sarcopterigio perteneciente al género Laccognathus, del norte de Europa. Esta vivió entre el Devónico Medio al Devónico Superior (alrededor de 397.5 a 360 millones de años).
Los fósiles de L. panderi han sido recuperados en rocas del Devónico Medio de la Formación Gauja y del Devónico Superior de la Formación Amata de Letonia, del afloramiento Kalmetumägi de Estonia; y rocas del piso Frasniense de la región de Kursk en Rusia en lo que parece haber sido una región costera de un mar o una laguna.

## Descripción
Eran peces grandes de 1 a 2 metros de largo y aletas pares carnosas. Cabeza corta (menos de un quinto de la longitud total del cuerpo), ancha y aplanada; con narina externa grande. Mandíbula inferior corta y ancha, con tres grandes incisuras y tres coronoides. Presentaba cinco arcos hiobranquiales.